# Tonight (album)
Az 1984-es Tonight David Bowie nagylemeze. Az albumon  az előző Let's Dance-hez hasonlóan populáris zene hallható. Ugyanakkor számos kritikus Bowie legrosszabb albumai közé sorolja. 

## Az album dalai
Első oldal
1. "Loving the Alien" (David Bowie) – 7:11
2. "Don't Look Down" (Iggy Pop, James Williamson) – 4:08
3. "God Only Knows" (Tony Asher, Brian Wilson) – 3:06
4. "Tonight" (David Bowie, Iggy Pop) – 3:50

Második oldal
1. "Neighborhood Threat" (David Bowie, Iggy Pop) – 3:12
2. "Blue Jean" (David Bowie) – 3:08
3. "Tumble and Twirl" (David Bowie, Iggy Pop) – 5:00
4. "I Keep Forgetting" (Jerry Lieber, Mike Stoller) – 2:34
5. "Dancing With the Big Boys" (Carlos Alomar, David Bowie, Iggy Pop) – 3:52

## Helyezések és eladási minősítések

### Album
| Év   | Lista                           | Helyezés |
| ---- | ------------------------------- | -------- |
| 1984 | Brit albumlista                 | 1        |
| 1984 | Billboard Pop Albums            | 11       |
| 1984 | Norvég albumlista (VG-lista)    | 3        |
| 1984 | Ausztrál Kent Report albumlista | 4        |
| 1984 | Kanadai albumlista (RPM)        | 4        |

### Kislemezek
| Év   | Kislemez         | Lista                                      | Helyezés |
| ---- | ---------------- | ------------------------------------------ | -------- |
| 1984 | Blue Jean        | Ausztrál kislemezlista (Kent Music Report) | 12       |
| 1984 | Blue Jean        | Belga kislemezlista                        | 4        |
| 1984 | Blue Jean        | Billboard Hot 100                          | 8        |
| 1984 | Blue Jean        | Brit kislemezlista                         | 6        |
| 1984 | Blue Jean        | Kanadai kislemezlista                      | 6        |
| 1984 | Blue Jean        | Norvég kislemezlista                       | 3        |
| 1984 | Blue Jean        | Svéd kislemezlista                         | 5        |
| 1984 | Tonight          | Ausztrália                                 | 70       |
| 1984 | Tonight          | Brit kislemezlista                         | 53       |
| 1984 | Tonight          | Billboard Hot 100                          | 53       |
| 1984 | Tonight          | Kanadai kislemezlista                      | 21       |
| 1985 | Loving the Alien | Ausztrália                                 | 65       |
| 1985 | Loving the Alien | Brit kislemezlista                         | 19       |
| 1985 | Loving the Alien | Ír kislemezlista                           | 5        |

### Eladási minősítések
| Szervezet  | Minősítés |
| ---------- | --------- |
| RIAA – USA | platina   |
| BPI – UK   | arany     |

## Közreműködők

### Zenészek
- David Bowie – vocals
- Derek Bramble – gitár, gitár-szintetizátor, szintetizátor, háttérvokál
- Carlos Alomar – gitár
- Omar Hakim – dob
- Carmine Rojas – basszusgitár
- Mark King – basszusgitár
- Rob Yale – szintetizátor
- Guy St. Onge – marimba
- Sammy Figueroa – ütőhangszerek
- Tina Turner – ének ("Tonight")
- Iggy Pop – háttérvokál
- Robin Clark – háttérvokál
- George Simms – háttérvokál
- Curtis King – háttérvokál
- Arif Mardin – szintetizátor
- Mark Pender – trombita, szárnykürt

### Produkció
- David Bowie – producer
- Derek Bramble – producer
- Hugh Padgham – producer, hangmérnök, mixer